# Средний Кашир
Средний Кашир — деревня в Сармановском районе Татарстана. Входит в состав Старокаширского сельского поселения.

## География
Находится в восточной части Татарстана на расстоянии приблизительно 9 км на юг-юго-запад по прямой от районного центра села Сарманово.

## История
Основана во второй половине XVIII века, упоминалась также как Каширбаш. В начале XX века упоминалось о наличии мечети, медресе и мектеба.
В «Списке населенных мест по сведениям 1870 года», изданном в 1877 году, населённый пункт упомянут как деревня Средний Кашир (Каширбаш) 2-го стана Мензелинского уезда Уфимской губернии. Располагалась при речке Каширке, по левую сторону коммерческого тракта из Бирска в Мамадыш, в 72 верстах от уездного города Мензелинска и в 14 верстах от становой квартиры в селе Александровское (Кармалы). В деревне, в 38 дворах жили 233 человека (111 мужчин и 122 женщины).

## Население
Постоянных жителей было: в 1834—100, в 1870—233, в 1920—612, в 1926—464, в 1938—492, в 1949—467, в 1958—356, в 1970—372, в 1979—277, в 1989—197, 199 в 2002 году (татары 99 %), 191 в 2010.